# Kamloops Indian Residential School

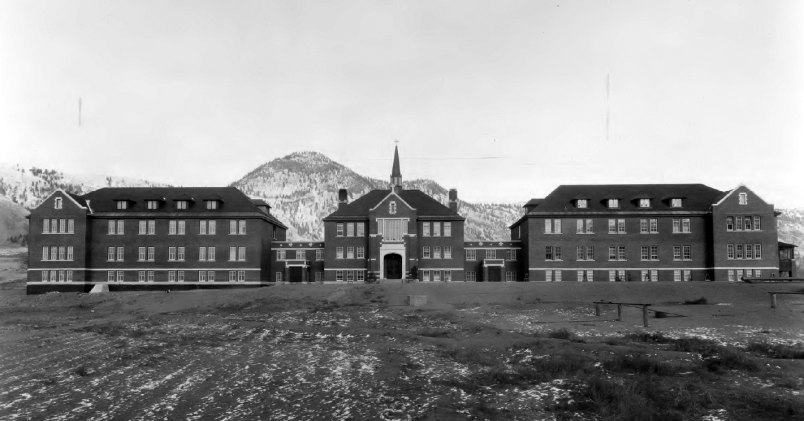
Die Schule 1930

Die Kamloops Indian Residential School war von 1890 bis 1969 ein katholisches Internat in Kanadas Residential-School-System für Kinder indigener Abstammung, vorwiegend der Tk’emlups te Secwepemc.
Die Kinder wurden in staatlichem Auftrag von ihren Eltern teilweise gewaltsam getrennt, um sie zu „westlich-christlichen Werten“ umzuerziehen. Die Schule in der Stadt Kamloops in British Columbia war mit bis zu 500 Schülern die größte ihrer Art in Kanada. Die Kamloops Indian Residential School wurde von der katholischen Kirche betrieben. Als  eine Inspektion die Unterernährung vieler Kinder feststellte, wurde sie 1969 in staatlichen Besitz überführt. Bis 1978 war sie dann ein staatlich geführtes Wohnheim für indigene Kinder und Jugendliche, die in Kamloops reguläre Schulen besuchten.
Premierminister Justin Trudeau forderte 2021 Papst Franziskus auf, sich zu entschuldigen. Der Papst kam dem beim Besuch mehrerer indigener Delegationen in Rom im März 2022 nach. Bei seiner sechstägigen „Bußreise“ nach Kanada im Juli 2022 bat er erneut „demütig um Vergebung“. Dies wurde von kanadischer Seite allerdings als unzureichend kritisiert.

## 215 vermutete Kinderleichen
Im Frühjahr 2021 führten Ingenieure mit Hilfe von Radarstrahlen Untersuchungen des Bodens hinter der Schule durch und entdeckten so Hinweise auf 215 Kinderleichen. Sie waren vermutlich über die Jahre des Bestehens des Internats verscharrt worden – darunter Kinder, die erst drei Jahre alt waren. Die Kindersterblichkeit von umerzogenen Schülern lag zwischen zwei- und fünfmal höher als bei Nicht-Indigenen. Sie starben an Misshandlung, Krankheiten und Verwahrlosung. Die internationale Presse sprach von einem Massengrab. Die Namen der Verstorbenen wurden nur unvollständig dokumentiert, die Gräber blieben anonym. Die von der kanadischen Regierung eingerichtete National Truth and Reconciliation Commission konnte offiziell 51 in diesem Internat zwischen 1919 und 1971 verstorbene Kinder identifizieren. Die Tk̓emlúps te Secwépemc kündigten Pläne zur Exhumierung, Identifizierung und Repatriierung der sterblichen Überreste an.
Die durch Bodenradar identifizierten Anomalien im Boden konnten bisher nicht abschließend als menschliche Überreste bestätigt werden, da noch keine Ausgrabungen vorgenommen wurden (Stand: 31. Mai 2023).
Zur Erinnerung an die mutmaßlichen Opfer wurden Kreuze mit daran hängender Kinderbekleidung aufgestellt. Ein im Juni 2021 von der Fotografin Amber Bracken aufgenommenes Foto eines dieser Kreuze wurde als Pressefoto des Jahres ausgezeichnet.
In einem Artikel aus dem Jahre 2022 wird ausgeführt, dass bis dahin keine einzige Kinderleiche gefunden wurde. In einem Artikel aus dem Jahre 2025 wird das ebenfalls mit dem Verweis auf die Einstellung der Arbeit durch die eingesetzte staatliche Kommission und deren Abschlussbericht beschrieben.

## Hintergrund
Zwischen ca. 1883 und 1996 durchliefen etwa 150.000 indigene Kinder über 140 kanadische Schulen wie die in Kamloops. Die offiziellen Zahlen sprechen von mehr als 4000 während der Umerziehung verstorbenen Kindern, wobei die Daten von Sanatorien und Kirchen noch nicht erforscht wurden.
Die europäischen Siedler in Kanada begannen als herrschende Klasse im 19. Jahrhundert mit der Ausgliederung der indigenen Stämme in Reservate. 1811 zerschlugen die Kolonialherren unter dem britischen Gouverneur James Douglas das Volk der Secwepemc in 17 Gruppen und wiesen ihm kleine, voneinander getrennte Flecken Land in British Columbia zu. Ein halbes Jahrhundert später begann dann die von staatlicher Seite betriebene Entführung von Kindern indigener Familien in eigens dafür eingerichtete Umerziehungseinrichtungen. Die Familien verloren den Kontakt zu ihren Kindern; die meisten Kinder fanden nie den Weg zurück. Ein Beamter sprach 1910 davon, diese Schulen „helfen der Endlösung unseres Indianerproblems“.
Die von der kanadischen Regierung eingerichtete National Truth and Reconciliation Commission stellte nach der Befragung von 6750 Zeugen in ihrem Abschlussbericht 2015 fest, dass das System einem „kulturellen Genozid“ gleiche.